# ARIA Charts
ARIA Charts sono le classifiche musicali più importanti dell'Australia, pubblicate settimanalmente dall'Australian Recording Industry Association. Le classifiche misurano quanto vengono venduti album e singoli di vario genere in tutta l'Australia. Le Classifiche ARIA hanno origine il 26 giugno 1988. Prima della sua nascita, esisteva un'altra classifica australiana, che l'ARIA ha sostituito: la Kent Music Report (che è stata successivamente rinominata in Australian Music Report, ed è fallita nel 1999).

## Classifiche
- ARIA Top 100 Singles Chart
- ARIA Top 100 Albums Chart
- ARIA Top 100 Physical Albums Chart
- ARIA Top 50 Streaming Tracks Chart
- ARIA Top 50 Club Tracks Chart
- ARIA Top 50 Catalogue Albums Chart
- ARIA Top 40 Urban Singles Chart
- ARIA Top 40 Urban Albums Chart
- ARIA Top 40 Country Albums Chart
- ARIA Top 40 Music DVDs Chart
- ARIA Top 25 Dance Singles Chart
- ARIA Top 20 Australian Artist Singles Chart
- ARIA Top 20 Australian Artist Albums Chart
- ARIA Top 20 Compilation Albums Chart
- ARIA Top 20 Jazz & Blues Albums Chart
- ARIA Top 20 Classical/Crossover Albums Chart
- ARIA Top 10 Core Classical Albums Chart
- ARIA Top 20 Hitseekers Singles Chart
- ARIA Top 20 Hitseekers Albums Chart